# Crocus (Kentucky)
Pour les articles homonymes, voir Crocus (homonymie).
Crocus est une zone non incorporée (Unincorporated community) à cheval entre le comté d'Adair et le comté de Russell dans le Kentucky.
La communauté, a été établie en 1840, et doit  probablement son nom aux crocus sauvages grandissant le long du ruisseau voisin.